# Noam Emeran
Noam Fritz Emeran (Paray-le-Monial, 2002. szeptember 24. –) francia labdarúgó, a holland FC Groningen játékosa.

## Pályafutása

### Klubcsapatokban

#### Utánpótlás csapatokban
Emeran Paray-le-Monialban született, Franciaországban. Pályafutását az FC Brussels-ben kezdte, mielőtt az Entente SSG akadémiájának tagja lett volna. Hat évig játszott itt, mielőtt leszerződtette az Amiens két szezonra. Itt teljesítményeinek köszönhetően megfigyelte a Barcelona, a Juventus és a Paris Saint-Germain is, de 2019 februárjában úgy döntött, hogy az angol Manchester United csapatát választja.

#### Manchester United
Első profi szerződését 2019 novemberében írta alá a Manchester United játékosaként. 2023. július 12-én pályára lépett a United első barátságos mérkőzésén a Leeds United ellen, a 2023–2024-es szezon előtt és betalált, illetve gólpasszt is adott.
2023. augusztus 23-án a játékos bejelentette távozását a csapattól.

#### Groningen
2023. augusztus 24-én az FC Groningen bejelentette a játékos szerződtetését.

### A válogatottban
Emeran szerepelt a francia utánpótlás válogatottban. Anyján keresztül játszhat a ruandai nemzeti csapatban is.

## Magánélete
Fritz Émeran ruandai labdarúgó fia. Apja Guadeloupe-i származású, míg anyja ruandai.

## Statisztikák
Frissítve: 2021. szeptember 21.
| Klub                  | Szezon    | Bajnokság | Bajnokság | Bajnokság | Kupa | Kupa  | Ligakupa | Ligakupa | Nemzetközi | Nemzetközi | Egyéb | Egyéb | Összesen | Összesen |
| Klub                  | Szezon    | Liga      | P.        | Gólok     | P.   | Gólok | P.       | Gólok    | P.         | Gólok      | P.    | Gólok | P.       | Gólok    |
| --------------------- | --------- | --------- | --------- | --------- | ---- | ----- | -------- | -------- | ---------- | ---------- | ----- | ----- | -------- | -------- |
| Manchester United U21 | 2020–2021 | —         | —         | —         | —    | —     | —        | —        | —          | —          | 0     | 0     | 0        | 0        |
| Manchester United U21 | 2021–2022 | —         | —         | —         | —    | —     | —        | —        | —          | —          | 1     | 0     | 1        | 0        |
| Összesen              | Összesen  | Összesen  | 0         | 0         | 0    | 0     | 0        | 0        | 0          | 0          | 0     | 0     | 0        | 0        |

1. ↑  Pályára lépések az EFL Trophy-ban